# Lagenkugel

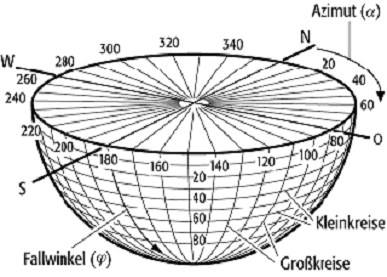
Lagenkugel

Die Lagenkugel ist ein grafisches Hilfsmittel der Geowissenschaften zur Darstellung der Raumlage von Flächen und Richtungen – beispielsweise von Gesteinsschichtungen und -klüften. Sie ist die Abbildung einer Einheitskugel, auf welcher der Normalenvektor der jeweiligen Ebene eingetragen wird. Die Projektion auf die Zeichenebene erfolgt durch eine flächentreue Azimutalprojektion.
Mit der Lagenkugel kann einerseits die Neigung und Richtung von Schichten und Klüften (in der Geologie „Streichen“ und „Fallen“) dargestellt werden, andererseits lassen sich deren Wechselwirkungen im Flächengefüge von Gesteinskörpern abschätzen.
In den letzten Jahrzehnten hat sich die Anwendung der Lagenkugel vor allem für Struktur- und Stabilitätsanalysen in der Ingenieurgeologie und der Geotechnik durchgesetzt. Auch Achsenverteilungsanalysen der Körnung in Sedimenten werden damit vorgenommen.